# Gustaf Björnsson (Bååt)
Gustaf Björnsson (Bååt), död 1594 i Stockholm, var en svensk ämbetsman.

## Biografi
Gustaf Björnsson (Bååt) var son till riksrådet Björn Pedersson (Bååt) av ätten Bååt och Brita Nilsdotter (Grip). Han blev riksråd 1590 och fick. Gustaf Björnsson blev 1592 häradshövding på Åland och skrev 1593 på Uppsala mötes beslut. Han avled 1594 i Stockholm och begravdes i Sorunda kyrka.
Gustaf Björnsson ägde gårdarna Fållnäs i Sorunda socken, Ulvsunda slott i Bromma socken och Stäringe i Årdala socken.

### Familj
Gustaf Björnsson gifte sig med Görvel Joensdotter (död 1619). Hon var dotter till riksrådet Johan Olofsson (Gyllenhorn) och Carin Bese. De fick tillsammans barnen assessorn Bo Gustafsson (Bååt) (död 1629) i Svea hovrätt och Brita Gustafsdotter som var gift med hovjunkaren Arvid Lagesson Posse.